# Jakob Ingebrigtsen
Jakob Ingebrigtsen (* 19. September 2000 in Sandnes) ist ein norwegischer Mittel- und Langstreckenläufer. Bei den Olympischen Spielen 2020 in Tokio wurde er Olympiasieger im 1500-Meter-Lauf und bei den Olympischen Spielen 2024 in Paris Olympiasieger im 5000-Meter-Lauf. Er ist aktueller Weltrekordinhaber im 2000-Meter- und im 3000-Meter-Lauf (Stand: 6. Juni 2025).

## Leben
Jakob Ingebrigtsen wurde als das fünfte von insgesamt sieben Geschwistern im norwegischen Sandnes bei Stavanger geboren. Er ist der jüngere Bruder von Filip und Henrik Ingebrigtsen, die selbst als Mittelstreckenläufer internationale Erfolge feiern konnten. Wie auch seine Brüder wurde er von Vater Gjert Ingebrigtsen trainiert.

## Sportliche Karriere

### Frühe Jahre
Ingebrigtsens ältere Brüder kamen zufällig zur Leichtathletik und wurden daraufhin von ihrem Vater Gjert trainiert, der keine Vorkenntnisse als Trainer oder Athlet besaß. Jakob Ingebrigtsen selbst begann im Kindesalter mit dem Laufsport und zeigte bereits früh Talent. So absolvierte er 2011 im Alter von 11 Jahren einen 5-km-Lauf in 17:19 min und konnte sich im Jahr darauf auf 16:43 min verbessern. 2012 wurde seine Leistungsfähigkeit auf Grund der für sein Alter ungewöhnlich guten Leistungen an der Universität Stavanger getestet, wobei eine maximale Sauerstoffaufnahme (VO2max) von 68 ml/kg/min festgestellt wurde. In den Folgejahren konnte Ingebrigtsen sich stetig verbessern und sammelte erste Erfahrungen bei internationalen Wettbewerben. So nahm er von 2013 bis 2016 jeweils an den Världsungdomsspelen in Göteborg teil, einen vor allem in den skandinavischen Ländern populären internationalen Vergleichswettkampf, und konnte dort gegen teils ältere Konkurrenz vordere Platzierungen und Siege erreichen. Im Februar 2014 steigerte Ingebrigtsen den norwegischen Hallenrekord über 1500 Meter in seiner Altersklasse auf 4:05,29 min, seine Bestzeit aus dem Jahr 2015 stellte er im B-Rennen der Stockholm Bauhaus Athletics mit 3:48,37 min auf. Somit konnte er sich auch erstmals für die nationalen Titelkämpfe qualifizieren, bei denen er noch 14-jährig den neunten Platz erreichte.

### 2016
2016 lief er in einem nationalen Lauf bei den Bislett Games in Oslo 1500 Meter in 3:42,44 min und qualifizierte sich damit sowohl für die U18-Europameisterschaften in Tiflis als auch für die U20-Weltmeisterschaften in Bydgoszcz. Da er auf Grund einer Regelung nur bei einer Veranstaltung starten durfte, trat er nur bei den U20-Weltmeisterschaften Mitte Juli im polnischen Bydgoszcz an und erreichte dort im Finallauf über 1500 Meter schließlich den neunten Platz. Eine Woche später gewann Ingebrigtsen Bronze bei den norwegischen Meisterschaften über 1500 Meter. Im Dezember nahm er als jüngster Teilnehmer im Juniorenrennen der Crosslauf-Europameisterschaften im italienischen Chia teil und konnte diesen Wettkampf gegen die teils drei Jahre ältere Konkurrenz für sich entscheiden.

### 2017

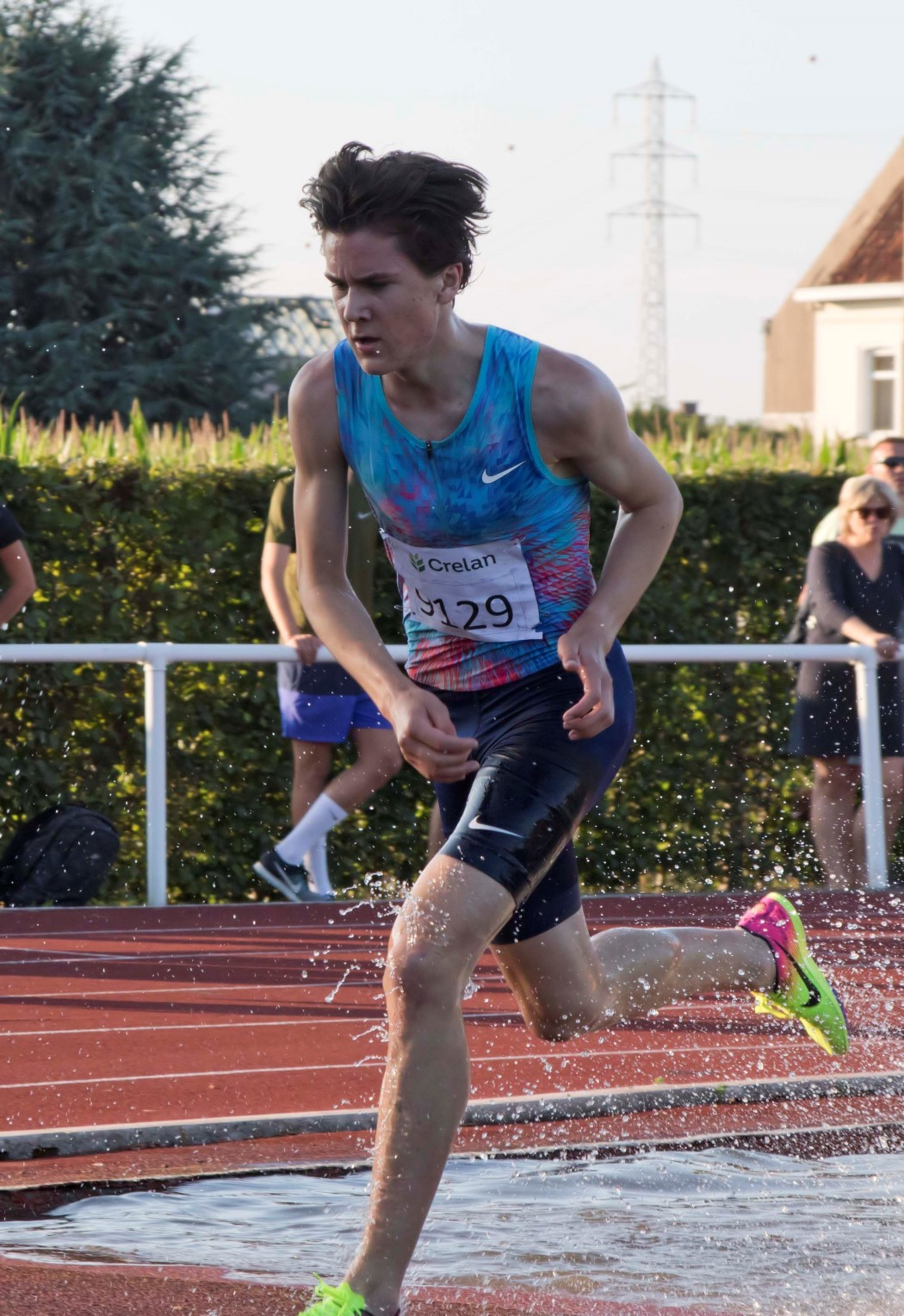
Jakob Ingebrigtsen 2017 in Kortrijk

Beim Prefontaine Classic Ende Mai 2017 lief Ingebrigtsen als bis dato jüngster Läufer aller Zeiten – 53 Jahre zuvor bewältigte Jim Ryun die Distanz mit 17 Jahren in 3:59,0 min – die Meile mit einer Zeit von 3:58,07 min unter 4 Minuten. Drei Wochen später konnte er diese Zeit bei den Bislett Games noch einmal verbessern (3:56,29 min). Am 8. Juli debütierte Ingebrigtsen beim Guldensporenmeeting im belgischen Kortrijk im 3000-Meter-Hindernislauf und blieb mit einer Zeit von 8:26,81 min auf Anhieb unter der Norm für die Weltmeisterschaften 2017 in London. Zwei Wochen später trat er bei den U20-Europameisterschaften im italienischen Grosseto über 1500, 5000 Meter und im 3000-Meter-Hindernislauf an; inklusive der jeweiligen Vorläufe absolvierte er somit fünf Läufe innerhalb von vier Tagen. Am 22. Juli wurde Ingebrigtsen im Finallauf über 1500 Meter Achter, nachdem er 300 Meter vor dem Ziel zu Fall kam. Etwa zweieinhalb Stunden später gewann er jedoch den 5000-Meter-Lauf wie auch tags darauf das Hindernisfinale mit jeweils etwa drei Sekunden Vorsprung deutlich. Bei den Weltmeisterschaften in London schied er 44 Tage vor seinem 17. Geburtstag im Vorlauf aus. Ende August trat Ingebrigtsen bei den norwegischen Meisterschaften in seiner Heimatstadt Sandnes erneut über mehrere Distanzen an und konnte sich dort neben einer Bronzemedaille über 800 Meter die Titel über 1500, 5000 Meter und im 3000-Meter-Hindernislauf sichern. Im Dezember verteidigte er seinen Juniorentitel bei den Crosslauf-Europameisterschaften im slowakischen Šamorín.

### 2018

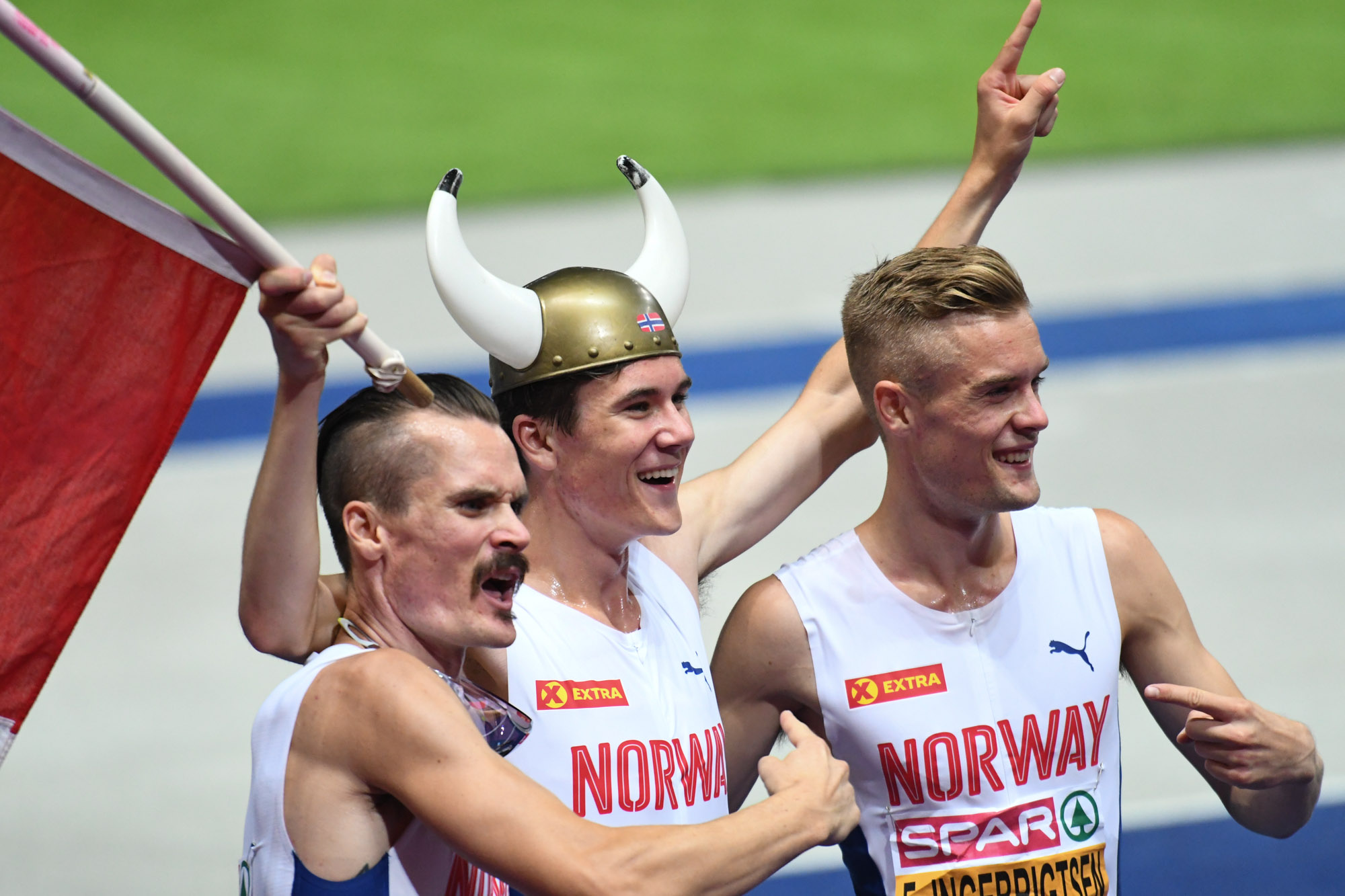
Jakob Ingebrigtsen (Mitte) mit seinen Brüdern nach 1500-Meter-Gold bei den Europameisterschaften 2018

Nach zwei norwegischen Hallenmeistertiteln über 1500 und 3000 Meter im Februar 2018 konnte Ingebrigtsen Anfang Mai sein erstes Saisonrennen in der Freiluftsaison über 1500 Meter beim Payton Jordan Invitational im US-amerikanischen Palo Alto für sich entscheiden, dabei schlug er unter anderem Olympiasieger Matthew Centrowitz und den Olympiazweiten über 5000 Meter Paul Chelimo. Seine dort erzielte Bestzeit von 3:39,06 min steigerte er einen Monat später mit 3:36,06 min als Dritter bei den Bislett Games weiter, zwei Wochen zuvor lief er beim Prefontaine Classic als Vierter über die Meile in 3:52,28 min ebenfalls Bestzeit. Im Juli startete Ingebrigtsen bei den U20-Weltmeisterschaften in Tampere über 1500 sowie 5000 Meter. Im durch Taktik geprägten 1500-Meter-Finale gewann er die Silbermedaille hinter George Manangoi, den jüngeren Bruder des Weltmeisters Elijah Manangoi, über 5000 Meter sicherte er sich mit einer Zeit von 13:20,78 min in einem engen Finale Bronze hinter den Kenianern Edward Zakayo Pingua und Stanley Waithaka Mburu und vor dem Äthiopier Selemon Barega. Eine Woche später verbesserte Ingebrigtsen seine Bestzeit über 1500 Meter als Vierter beim Diamond-League-Meeting Herculis in Monaco um fast 5 Sekunden auf 3:31,18 min und unterbot damit wie auch sein Bruder Filip Ingebrigtsen, der im selben Rennen mit 3:30,01 min norwegischen Rekord lief, die bisherige Familienbestzeit des vorherigen Nationalrekordhalters Henrik. Damit hielt er über nunmehr vier Distanzen (1500 Meter, Meile, 5000 Meter, 3000 Meter Hindernis) die europäischen U20-Rekorde. Bei den Europameisterschaften 2018 in Berlin gewann Ingebrigtsen sowohl Gold über die 1500 Meter als auch über die 5000 Meter. Über die 5000 Meter verbesserte er mit 13:17,06 min zudem seinen eigenen europäischen U20-Rekord. Im Dezember gewann er als erster Läufer zum dritten Mal in Folge den Juniorentitel bei den Crosslauf-Europameisterschaften im niederländischen Tilburg. Zusammen mit Simen Halle Haugen, Håkon Stavik, Jonatan Andersen Vedvik und Simon Nebijo Steinshamn holte er zudem Gold im Teamwettbewerb.

### 2019
2019 begann Ingebrigtsen die Hallensaison im Februar mit einem 1500-Meter-Sieg in 3:36,21 min beim Länderkampf Nordenkampen. Mit dieser Zeit unterbot er sowohl den norwegischen Hallenrekord als auch den U20-Hallenweltrekord von Belal Mansoor Ali. Der Weltleichtathletikverband IAAF erkannte diese Leistung jedoch nicht als Weltrekord an, da keine Nullkontrolle der Zeitmessanlage gemäß den Anforderungen der Wettkampfregel 260.14a durchgeführt wurde. Eineinhalb Wochen später verbesserte er seine Bestzeit aber beim PSD Bank Meeting in Düsseldorf nochmals auf 3:36,02 min und schlug dabei den Äthiopier Samuel Tefera, der vier Tage zuvor den Hallenweltrekord aufgestellt hatte. Bei den Halleneuropameisterschaften 2019 in Glasgow gewann er Gold im 3000-Meter-Lauf und Silber über 1500 Meter. Sein Sieg über die 3000-Meter-Distanz machte ihn zum jüngsten männlichen Halleneuropameister in der Geschichte der Wettkämpfe und war zugleich die allererste Goldmedaille für Norwegen bei Halleneuropameisterschaften. Ende März kam er im U20-Rennen der Crosslauf-Weltmeisterschaften in Aarhus auf schwierigem Kurs als Zwölfter ins Ziel.
Nach einer Erkältung stieg Ingebrigtsen am 30. Mai bei der Diamond League in Stockholm über 1500 Meter in die Freiluftsaison ein und arbeitete sich dort in 3:37,30 min nach defensiven Beginn auf der Schlussrunde noch auf den 3. Platz vor. Zwei Wochen später belegte er bei den Bislett Games über die Meile in 3:53,04 min den 6. Platz, Ende Juni wurde er beim Prefontaine Classic über dieselbe Distanz in neuer Bestleistung von 3:51,30 min Vierter. In den zwei Folgewochen lief er zunächst bei der Athletissima in Lausanne als Zweitplatzierter auch über 1500 Meter in 3:30,16 min Bestzeit und bestätigte diese Leistung dann beim Herculis in Monaco mit erneut Platz 2 (jeweils hinter Timothy Cheruiyot) in 3:30,47 min. Am 20. Juli trat Ingebrigtsen in London über 5000 Meter an, dort wurde er in 13:02,03 min nur knapp von dem Äthiopier Hagos Gebrhiwet geschlagen und unterbot den 15 Jahre alten norwegischen Rekord von Marius Bakken (13:06,39 min).

### 2020
2020 startete Ingebrigtsen bei den wegen der COVID-19-Pandemie als Impossible Games ausgetragenen Bislett Games im Fernduell zwischen Team „Ingebrigtsen“ und dem Team „Cheruiyot“, wobei der 2000-Meter-Lauf parallel in Oslo und Nairobi durchgeführt wurde. Ingebrigtsen siegte in 4:50,01 min und unterbot damit den Europarekord von 4:51,39 min des Briten Steve Cram aus dem Jahr 1985. Beim Diamond-League-Meeting in Monaco unterbot er am 14. August 2020 über 1500 Meter in 3:28,68 min den Europarekord von Mo Farah aus dem Jahr 2013 um 13 Hundertstelsekunden. Am 4. September 2020 lief er, in Abwesenheit von Cheruiyot, mit einer Zeit von 3:30,69 min in Brüssel zu seinem ersten Diamond-League Sieg.

### 2021
Am 7. August 2021 gewann er in Tokio die olympische Goldmedaille in 3:28,32 min (olympischer Rekord und Europarekord) vor dem Kenianer Timothy Cheruiyot und dem Briten Josh Kerr. Es war sein erster Sieg im dreizehnten Rennen gegen Cheruiyot.

### 2022

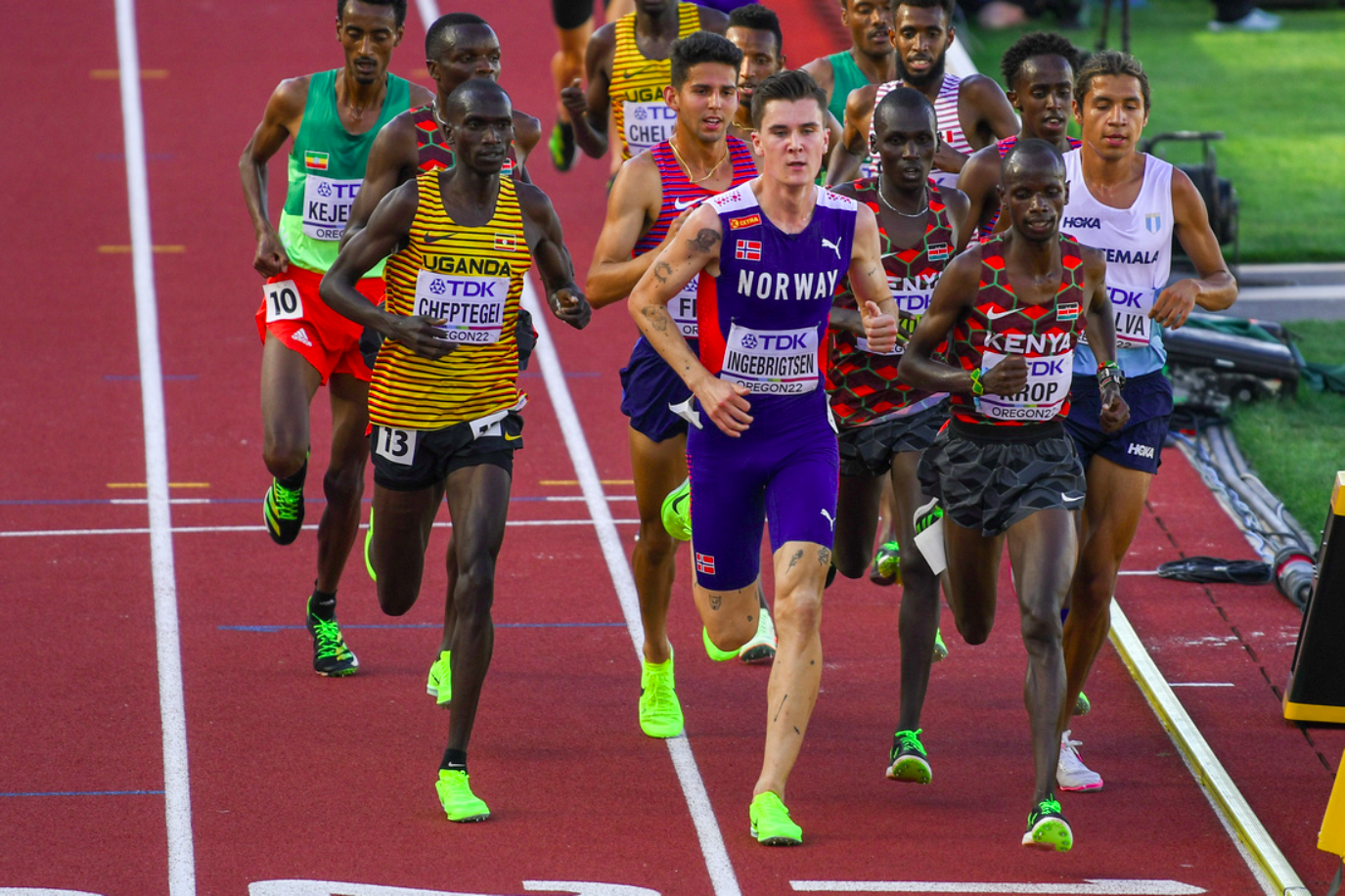
Ingebrigtsen bei den Weltmeisterschaften in Eugene 2022

2022 gelang ihm am 17. Februar sein erster Weltrekord. In Liévin blieb Ingebrigtsen mit 3:30,60 min als erster Läufer über die 1500 Meter in der Halle unter 3:31 Minuten. Bei den Hallenweltmeisterschaften in Belgrad verlor er über die 1500 Meter im Zielsprint gegen den Äthiopier Samuel Tefera und gewann so Silber. Auch bei den Freiluftweltmeisterschaften in Eugene lief er zu Silber. Geschlagen wurde Ingebrigtsen nur von Jake Wightman. Wenige Tage später gelang ihm über die 5000 Meter doch noch der erhoffte erste WM-Sieg. Bei den Europameisterschaften in München lief Ingebrigtsen, wie auch schon vor vier Jahren in Berlin, über die 1500 und die 5000 Meter zu Gold.

### 2023
Im Januar 2023 wurde Ingebrigtsen bei der Sportgala Idrettsgallaen als „Sportler des Jahres“ ausgezeichnet. Bei den Halleneuropameisterschaften in Istanbul gewann er Gold über 1500 und 3000 Meter, bei den Weltmeisterschaften in Budapest Silber über 1500 Meter sowie Gold über 5000 Meter. Am 8. September 2023 stellte er in Brüssel mit 4:43,13 min einen neuen Weltrekord über 2000 Meter auf.
Im Oktober 2023 wurde er als einer von elf Sportlern für die Auszeichnung als Welt-Leichtathlet des Jahres 2023 nominiert.

### 2024
Im Juni 2024 trat Ingebrigtsen zu den Freilufteuropameisterschaften in Rom an. Dort wurde er, wie bereits 2018 in Berlin und 2022 in München, über die 1500 und die 5000 Meter Europameister. Bei den Olympischen Spielen in Paris verpasste er zunächst über die 1500 Meter als Vierter erneut einen Olympiaerfolg, ehe er wenige Tage später über 5000 Meter in 13:13,66 min zum ersten norwegischen Olympiasieger über diese Distanz wurde. Nachdem er am 22. August das Rematch gegen den neuen Olympiasieger von Paris Cole Hocker mit einer Zeit von 3:27,83 min mit Meeting-Rekord gewann, holte er sich nur drei Tage später, am 25. August 2024, beim Diamond-League Meeting in Silesia, mit einer Zeit von 7:17,55 min den Weltrekord über 3000 Meter. Am 8. Dezember 2024 feierte er bei den Crosslauf-Europameisterschaften in Antalya seinen 3. Einzeltitel in der allgemeinen Klasse.

### 2025
Am 13. Februar stellte Ingebrigtsen in einem Rennen zwei Weltrekorde auf. Er gewann in Lievin die Meile in 3:45,14 min (Ratifizierung ausstehend) - ein neuer Hallenweltrekord. Mit einer 1500-Meter-Durchgangszeit von 3:29,63 min (Ratifizierung ausstehend) gelang ihm zudem als ersten Sportler eine Hallenzeit unter dreieinhalb Minuten über diese Distanz. Am 7. März kürte sich Ingebrigtsen zum dritten Mal in Serie zum Halleneuropameister über die 1500 Meter. Zwei Wochen später gelang ihm am 22. März bei den Hallenweltmeisterschaften in Nanjing über die 3000 Meter auch sein erster Sieg bei globalen Titelkämpfen in der Halle. Einen Tag danach ließ er den WM-Sieg über die 1500 Meter folgen. Damit gelang ihm ein historisches Double, welches zuletzt Haile Gebrselassie im Jahr 1999 glückte.

## Persönliche Bestzeiten
(Stand: 13. Februar 2025)
- 400 m: 51,03 s, 1. September 2017, Bergen
- 800 m: 1:46,44 min, 30. Juni 2020, Oslo
  - Halle: 1:52,01 min, 4. Februar 2018, Bærum
- 1500 m: 3:26,73 min, 12. Juli 2024, Monaco (Europarekord)
  - Halle: 3:29,63 min, 13. Februar 2025, Liévin (Weltrekord)
- Meile: 3:43,73 min, 16. September 2023, Eugene (Europarekord)
  - Halle: 3:45,14 min, 13. Februar 2025, Liévin (Weltrekord)
- 2000 m: 4:43,13 min, 8. September 2023, Brüssel (Weltrekord)
- 3000 m: 7:17,55 min, 25. August 2024, Chorzów (Weltrekord)
  - Halle: 7:40,32 min, 5. März 2023, Istanbul
- 2 Meilen: 7:54,10 min, 9. Juni 2023, Paris (Weltbestleistung)
- 5000 m: 12:48,45 min, 10. Juni 2021, Florenz (norwegischer Rekord)
- 3000 m Hindernis: 8:26,81 min, 8. Juli 2017, Kortrijk
- 10 km Straßenlauf: 27:27 min, 15. September 2024, Kopenhagen (norwegischer Rekord)
- Halbmarathon: 1:03:13 min, 15. September 2024, Kopenhagen

## Auszeichnungen
- Europas Leichtathlet des Jahres: Aufsteiger des Jahres (2018)
- Europas Leichtathlet des Jahres (2022, 2023)